# 韋伯斯特縣 (西維吉尼亞州)
韋伯斯特縣（英語：Webster County）是美国西維吉尼亞州中部的一個縣，面積1,440平方公里。根據2020年美國人口普查，共有人口8,378人。縣治韋伯斯特溫泉（Webster Springs）。該縣成立於1860年1月10日。本縣紀念曾兩任美国国务卿的丹尼尔·韦伯斯特（Daniel Webster）。